# Konstandinos Skarlatos
Konstandinos Skarlatos (gr. Κωνσταντίνος Σκαρλάτος; ur. 27 marca 1877 w Atenach, zm. 1969) – grecki strzelec, olimpijczyk i mistrz Olimpiady Letniej 1906.
Wziął udział w 5 konkurencjach podczas Olimpiady Letniej 1906. Jedyny medal wywalczył w pistolecie pojedynkowym z 25 m, w którym zdobył złoto (wyprzedził bezpośrednio Johana Hübnera von Holsta i Vilhelma Carlberga). Uczestniczył także w Letnich Igrzyskach Olimpijskich 1912, jednak bez zdobyczy medalowych (był dwukrotnie na 5. miejscu w konkurencjach drużynowych).

## Wyniki

### Igrzyska olimpijskie (z Olimpiadą Letnią 1906)
| Zawody         | Konkurencja                              | Wynik                             | Miejsce | Źródło |
| -------------- | ---------------------------------------- | --------------------------------- | ------- | ------ |
| Ateny 1906     | Pistolet dowolny, 25 m                   | 221 pkt.                          | 15      | [ 4 ]  |
| Ateny 1906     | Pistolet dowolny, 50 m                   | 206 pkt.                          | 5       | [ 5 ]  |
| Ateny 1906     | Pistolet pojedynkowy, 20 m               | 221 pkt.                          | 4       | [ 6 ]  |
| Ateny 1906     | Pistolet pojedynkowy, 25 m               | 133 pkt.                          |         | [ 1 ]  |
| Ateny 1906     | Rewolwer wojskowy, 20 m (Gras 1873–1874) | 187 pkt.                          | 17      | [ 7 ]  |
| Sztokholm 1912 | Pistolet dowolny, 50 m                   | 420 pkt.                          | 30      | [ 8 ]  |
| Sztokholm 1912 | Pistolet dowolny, 50 m, drużynowo        | 1731 pkt. (druż.) 429 pkt. (ind.) | 5       | [ 2 ]  |
| Sztokholm 1912 | Pistolet pojedynkowy, 30 m               | 261 pkt.                          | 27      | [ 9 ]  |
| Sztokholm 1912 | Pistolet pojedynkowy, 30 m, drużynowo    | 1057 pkt. (druż.) 283 pkt. (ind.) | 5       | [ 3 ]  |